# Курилович, Роберто
Робе́рто Кури́лович (исп. Robert Curilovic, род. ок. 1948) — аргентинский лётчик с хорватскими корнями, участник Фолклендской войны. Псевдоним во время боевых действий — Тито.

## Биография

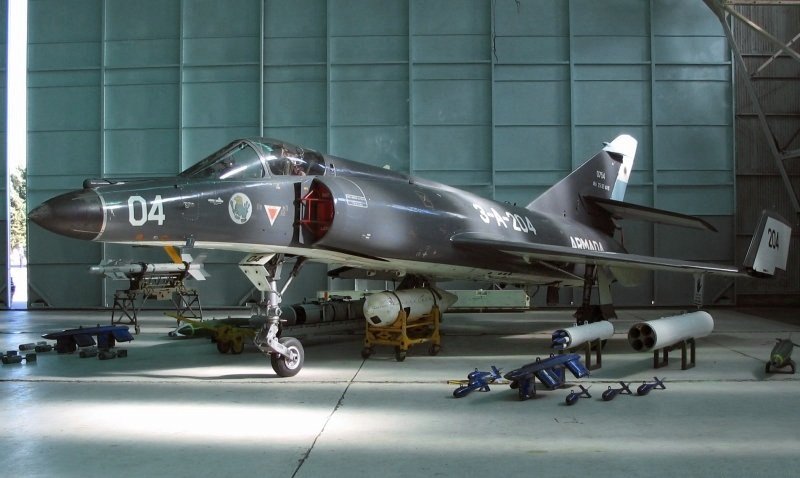
«Супер Этандар» ВМС Аргентины. Перед эмблемой эскадрильи заметен силуэт потопленного этим самолётом контейнеровоза «Атлантик Конвейор»

25 мая Курилович добился своего наибольшого успеха, повредив «Экзосетом» контейнеровоз «Атлантик Конвейор». Через несколько дней судно затонуло, а вместе с ним почти все тяжёлые транспортные вертолёты CH-47. В результате британским солдатам пришлось идти на Порт-Стэнли пешком.

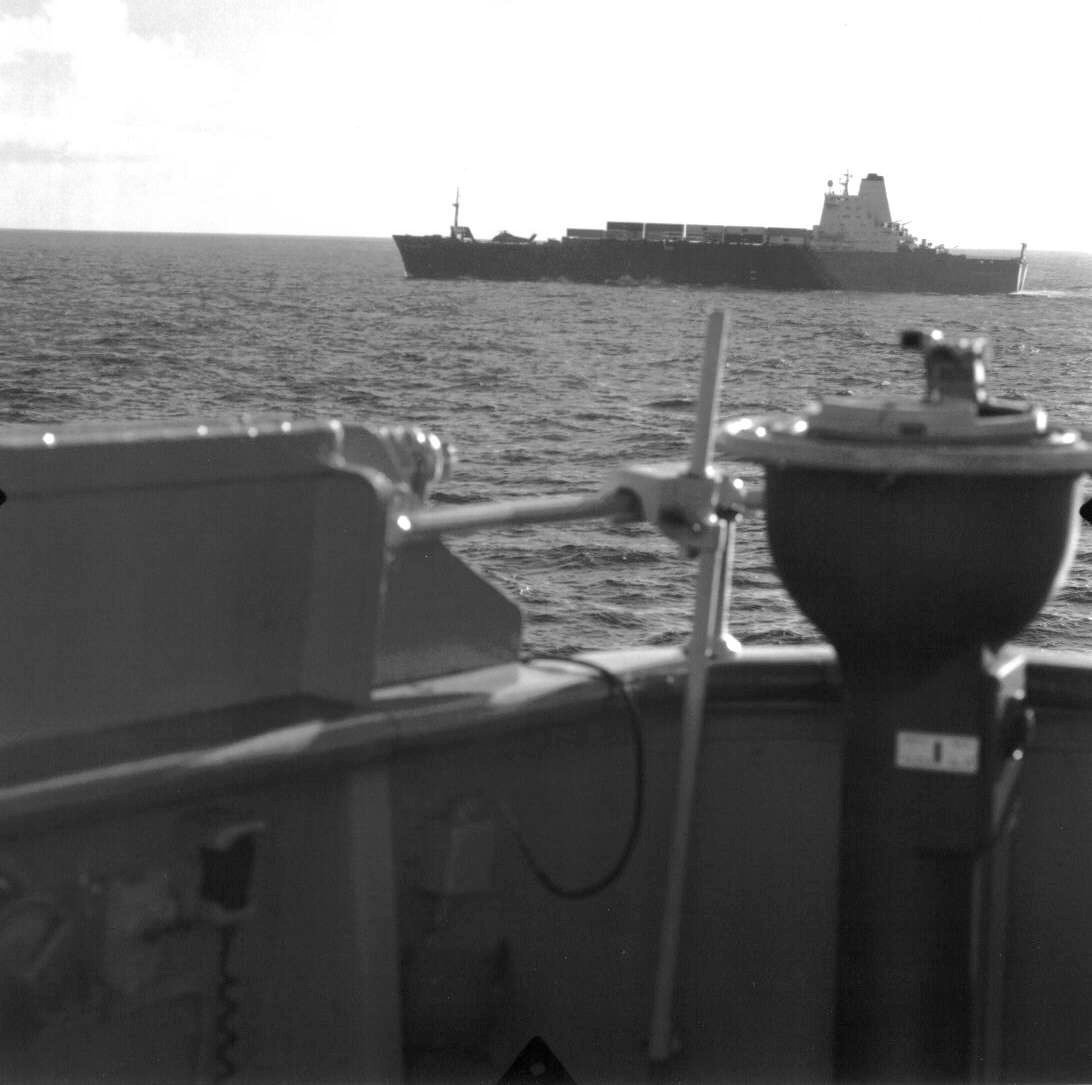
Потопленный Куриловичем контейнеровоз «Атлантик Конвейор»

Курилович был награжден медалью «За боевые заслуги» (La Nación Argentina al Valor en Combate) в 1984 году, а позже был назначен статс-секретарем военно-морского флота в Министерстве обороны Аргентины. 
В дальнейшем он работал экспертом-консультантом в ряде оборонных компаний, как в Аргентине, так и в других странах.